# Jahrbuch der Turnkunst
Das Jahrbuch der Turnkunst war eine deutsche Zeitschrift. 
Es wurde mit Unterbrechungen und von wechselnden Verlagen von 1907 bis 1974 herausgegeben.
Zunächst diente es als amtliches Jahrbuch der Deutschen Turnerschaft (1, 1907–30, 1937), nach dem Zweiten Weltkrieg nahm es dieselbe Funktion für den Deutschen Turner-Bund wahr (31/46, 1952–68, 1974).